# 加蘭塔

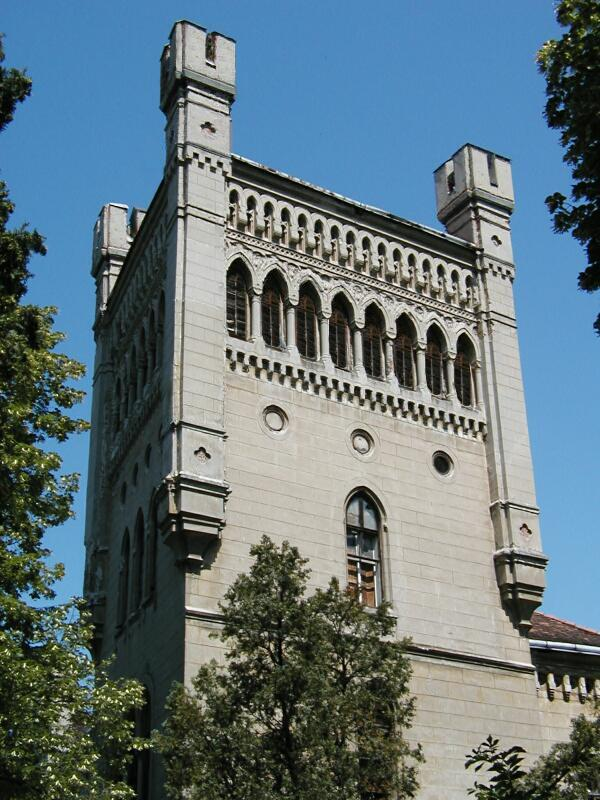

加蘭塔是斯洛伐克的城鎮，位於該國西部，由特爾納瓦州負責管轄，面積31.85平方公里，海拔高度118米，2005年人口15,873，其中六成居民信奉羅馬天主教。
在《特里亚农和约》之前，该城镇隶属于匈牙利，在匈牙利语中被称作高兰塔。

## 友好城市
- 匈牙利托特科姆洛什（英语：Tótkomlós） 1996年
- 匈牙利凯奇凯梅特 1998年
- 匈牙利保克什 1998年
- 塞爾維亞贝切伊 2001年
- 捷克米庫洛夫 2003年
- 斯洛伐克利普托夫斯基米庫拉什 2006年
- 義大利阿尔比尼亚塞戈 2007年

## 外部連結
- Official website（页面存档备份，存于）